# ديبرا ماسون
ديبرا ماسون (بالإنجليزية: Debra Mason) هي منافسة ألعاب القوى بريطانية، ولدت في 31 يناير 1968.

## وصلات خارجية
- ديبرا ماسون على موقع الاتحاد الدولي لألعاب القوى (الإنجليزية)
- ديبرا ماسون على موقع ThePowerOf10.info (الإنجليزية)
- ديبرا ماسون على موقع رابطة إحصائيات سباق الطريق (الإنجليزية)
- ديبرا ماسون على موقع رابطة إحصائيات سباق الطريق (الإنجليزية)
- ديبرا ماسون على موقع اتحاد ألعاب الكومنولث (مؤرشف) (الإنجليزية)